# راشيل رايس
راشيل رايس (بالإنجليزية: Rachel Rice)‏ هي عارضة وممثلة بريطانية، ولدت في 7 مارس 1984 في المملكة المتحدة.

## وصلات خارجية
- راشيل رايس على موقع IMDb (الإنجليزية)
- راشيل رايس على موقع قاعدة بيانات الفيلم (الإنجليزية)